# Herndon (Kansas)
Herndon es una ciudad ubicada en el condado de Rawlins en el estado estadounidense de Kansas. En el año 2010 tenía una población de 129 habitantes y una densidad poblacional de 184,29 personas por km².

## Geografía
Herndon se encuentra ubicada en las coordenadas 39°54′34″N 100°47′10″O / 39.90944, -100.78611 (39.909468, -100.786094).

## Demografía
Según la Oficina del Censo en 2000 los ingresos medios por hogar en la localidad eran de $17,250 y los ingresos medios por familia eran $24,583. Los hombres tenían unos ingresos medios de $31,563 frente a los $11,875 para las mujeres. La renta per cápita para la localidad era de $23,005. Alrededor del 12.3% de la población estaban por debajo del umbral de pobreza.